# Astathes cupripennis
Astathes cupripennis är en skalbaggsart som beskrevs av Stefan von Breuning 1956. Astathes cupripennis ingår i släktet Astathes och familjen långhorningar. Inga underarter finns listade.